# Bandeira do Nuevo León

Bandeira do Nuevo León

Bandeira do Nuevo León

A bandeira do Nuevo León é uma bandeira não oficial de Nuevo León. Ela é baseada no brasão do Nuevo León e apresenta o brasão centralizado em um fundo branco.

## Historia

Nova bandeira de Nuevo León, em 2020.

A bandeira do estado é um pano branco com o brasão ao centro e foi adotada em 1998. Essa é a bandeira que sempre foi utilizada pelo governo do estado até 2024.
Em 2020, apareceu uma nova bandeira que retoma as cores da bandeira histórica da República do Rio Grande, o leão no centro representa o novo regno do Novo Leão, do vice-reinado da Nova Espanha.
O estado de Nuevo León ainda não tem adoptada uma bandeira oficial, mas surgiu uma nova bandeira de identidade estadual no ano 2020. A bandeira foi desenhada por um aluno da UANL, que tem realizado vendas em meios eletrônicos e lojas de esportes.
Para comemorar os 200 anos de história do estado de Nuevo León, o Governo do Estado de Nuevo León, através da Secretaria de Cultura, anunciou um apelo à adoção do hino e da bandeira do estado, o apelo terminou no dia 29 de fevereiro de 2024.

### Bandeiras históricas

Bandeira da República do Rio Grande (1840)
Bandeira do Nuevo León (1972)
Bandeira do Nuevo León (1998-2024)